# فرودگاه سیامسودین نور
فرودگاه سیامسودین نور  (به انگلیسی: Syamsudin Noor Airport) یک فرودگاه همگانی با کد یاتا BDJ است که یک باند فرود آسفالت دارد و طول باند آن ۲۵۰۰ متر است. این فرودگاه در شهر بانجارماسین کشور اندونزی قرار دارد و در ارتفاع ۲۰ متری از سطح دریا واقع شده است.